# Dripping Springs, Arizona
Dripping Springs je naseljeno područje za statističke svrhe u američkoj saveznoj državi Arizona. Prema popisu stanovništva iz 2010. u njemu je živjelo 235 stanovnika.